# إسكالديس أنجوردني
إسكالديس أنجوردني أحـد أبرشيات أندورا، أسست سنة 1978 بتقسيم أبرشية أندورا لا فيلا تقـع في الجنوب مـع حدود إسبانيـا، يطلق على سكانها اسم لوريديونس.
الاسم إسكالديس أصله من الكلمة اللاتينية "calidae" والتي تعني منبع الماء الساخن، وبلغ عدد سكان الأبرشية في 2011 حوالي 14395.

## مدن
- إسكالديس
- إينغورداني
- فيلار إينغورداني
- إينغولاسترس
- إلفنيـر

## أعلام
- أنتوني مارتي
- أيتور أوسوريو
- سيرجي مورينو

## روابط خارجية
- المـوقع الرسمـي